# 拉波索尼耶尔站
拉波索尼耶尔站是法国的一个铁路车站，位于法国西部市镇拉波索尼耶尔，靠近昂热，是这一地区的一个小型铁路枢纽。

## 位置
拉波索尼耶尔站位于拉波索尼耶尔市区的南部，图尔－圣纳泽尔铁路358,445公里处，距离昂热大约16公里。车站大致呈东西走向，开口朝北，面向拉波索尼耶尔市区。

## 站台设置
| 北↑ |      |           | 主站房 |
|     | 侧式 |           |        |
| 2道 |      | 昂热方向→ |        |
| 1道 |      | ←南特方向 |        |
|     | 岛式 |           |        |
| 3道 |      | 昂热方向→ |        |
| 5道 |      | ←绍莱方向 |        |
|     | 岛式 |           |        |
|     |      | 存车线    |        |
| 南↓ |      |           |        |

## 停靠线路
以下列车线路在拉波索尼耶尔站停靠：
| 拉波索尼耶尔站列车线路表 |      |                          |                  |              |
| 线路                     | 车种 | 上一站                   | 下一站           | 大致运行频率 |
| 索米尔/昂热—南特         | TER  | 昂热/萨沃尼耶尔-贝于阿尔 | 卢瓦尔河畔尚托塞 | 每天10趟左右 |
| 昂热—绍莱                | TER  | 昂热/萨沃尼耶尔-贝于阿尔 | 卢瓦尔河畔尚托塞 | 每天12趟左右 |
| 1.                       |      |                          |                  |              |

## 配套交通

### 长途客车
拉波索尼耶尔站附近暂无固定的长途客运线路，当某条铁路线施工或罢工时，SNCF可能会提供途径该线路沿途站点的大巴车，其车票可与SNCF的同线路车票通用。

### 城市公共交通
拉波索尼耶尔站附近暂无城市公共交通线路。

### 社会车辆
拉波索尼耶尔站门口设有自行车停靠点，并可停靠少量社会车辆。

## 临近车站
| 拉波索尼耶尔站（Gare de La Possonnière） |                          |                             |
| 上行车站                                 | 线路                     | 下行车站                    |
| 萨沃尼耶尔-贝于阿尔站 3.1km ←            | 图尔－圣纳泽尔铁路       | 卢瓦尔河畔尚托塞站 → 14.3km |
| （起点）                                 | 拉波索尼耶尔－尼奥尔铁路 | 沙洛讷站 → 5.6km            |
| - 本表仅显示运营中的线路及车站           |                          |                             |